# Nostromo (nave espacial)
El U.S.C.S.S. Nostromo es la nave espacial ficticia que aparece en la película Alien: el octavo pasajero. Se trata de una nave remolcadora de 243,8 metros de longitud que transportaba a la tripulación protagonista.

## Características
La nave United States Cargo Star Ship Nostromo estaba altamente automatizada, era capaz de volar en piloto automático supervisado por la inteligencia artificial de la nave, denominada Madre (Mother), mientras la tripulación permanecía en animación suspendida, de lo que se puede deducir la carencia de cualquier tipo de tecnología hiperespacial o de motor de curvatura espacio-tiempo.
La ausencia de secciones rotatorias y la capacidad atmosférica de la nave, previo desacople del inmenso módulo de carga, hacen suponer la existencia de generadores de gravedad artificial en el interior de la nave y de propulsores gravimétricos.
La nave está equipada con un módulo de escape con sus propias cápsulas de hibernación y motores sub-luz para viajes interplanetarios.

## Especificaciones técnicas
La Nostromo es un carguero comercial de la clase Juggernaut, propiedad de la corporación Weyland-Yutani.
- Eslora: 245 metros. Si bien acarrea una refinería mucho mayor, de algo más de kilómetro y medio.

- Masa: 45 000 toneladas en vacío, 63 000 a plena carga. La refinería que remolca, por su parte, tiene capacidad para 20 millones de toneladas.

- Número de registro: 180924609

- Tripulación: siete miembros y un gato. Un androide.

- Sistema propulsor: 2 Túneles ciclónicos Rolls Royce N66 hiperlumínicos

- Alimentación: reactor de fusión WF-15 de 2,8 terawatios

- Velocidad máxima: 0.42 LYSD

- Soporte vital: Dispositivos de animación suspendida para los tripulantes humanos durante el trayecto interestelar. Gravedad artificial generada por medios desconocidos.

- Cubiertas: 3

- Otras características: Está equipada con una inteligencia artificial tipo MU-TH-UR 182, llamada "madre" por la tripulación con 2.1 Terabytes de memoria más otros 2.1 Terabytes como memoria de respaldo, además de un vehículo de evacuación de emergencia ("Narcissus")

- Su valor económico sin carga útil es de 42 millones de dólares

## Tripulación
- Arthur. J. Dallas, capitán y oficial en jefe

- Gilbert. W. Kane, oficial ejecutivo y copiloto

- Ellen Ripley, suboficial y piloto

- Ash, oficial científico y médico

- Joan. M. Lambert, navegante

- Dennis. T. Parker, ingeniero jefe

- Samuel. E. Brett, ingeniero técnico

## Orígenes
El nombre de la nave está tomado de la novela Nostromo (1904) del escritor Joseph Conrad, autor que influyó en Ridley Scott.[cita requerida] Scott, director de Alien, también llevó al cine una de las noveletas de Conrad llamada "Los Duelistas". Definido erróneamente por algunos críticos como autor de obras de aventura, Conrad bebe sin embargo de ese espíritu que de alguna manera guiaba la conducta de los "Hombres de Mar": la verdadera aventura que está en el viaje, el conocimiento, el enfrentar lo desconocido, el mar por antonomasia, el espacio por similitud, y salir airoso. Y es este mismo espíritu el que se encuentra presente en Alien, en donde la nave "Nostromo" es movida por la expresión quizá más acabada del espíritu aventurero: la salvación del hombre, en este caso no una salvación espiritual, sino subjetiva, la del mismo hombre como especie diferenciada en el espacio. El Alien que nomina al film es el polizón que en el seno mismo de la nave encontrará las condiciones para reproducirse, lo que pone en peligro a la tripulación que representa a la especie humana.
- Datos: Q2387713